# Шелехове (Подільський район)
Шелехове́ — село Ананьївської міської громади Подільського району Одеської області, Україна. Населення становить 693 осіб.

## Історія
7 (20) листопада 1917 року, відповідно до Третього Універсалу Української Центральної Ради, увійшло до складу Української Народної Республіки.
Під час Голодомору 1932—1933 років померло щонайменше 8 жителів села.
12 червня 2020 року, відповідно до Розпорядження Кабінету Міністрів України від № 724-р «Про визначення адміністративних центрів та затвердження територій територіальних громад Одеської області», увійшло до складу Ананьївської міської територіальної громади.
19 липня 2020 року, в результаті адміністративно-територіальної реформи і ліквідації Ананьївського району, село увійшло до складу новоутвореного Подільського району.

## Населення
Згідно з переписом 1989 року населення села становило 782 особи, з яких 334 чоловіки та 448 жінок.
За переписом населення 2001 року в селі мешкали 693 особи.

### Мова
Розподіл населення за рідною мовою за даними перепису 2001 року:
| Мова       | Відсоток |
| ---------- | -------- |
| українська | 95,82 %  |
| російська  | 2,16 %   |
| румунська  | 1,3 %    |
| болгарська | 0,58 %   |